# ليه ويلر
ليه ويلر (بالإنجليزية: Les Wheeler)‏ هو لاعب كرة قدم أمريكية أمريكي، ولد في عقد 1930.